# Planoceridae
Famille
Les Planoceridae sont une famille de vers plats marins, de la super-famille des Stylochoidea (sous-ordre des Acotylea, ordre des Polycladida).

## Systématique
Le nom valide complet (avec auteur) de ce taxon est Planoceridae Lang, 1884.

## Liste des genres
Selon la base de données World Register of Marine Species (16 novembre 2023), la famille des Planoceridae regroupe les genres suivants :
- genre Aquaplana Hyman, 1953
- genre Disparoplana Laidlaw, 1903
- genre Heteroplanocera Oya & Kajihara, 2021
- genre Neoplanocera Yeri & Kaburaki, 1918
- genre Paraplanocera Laidlaw, 1903
- genre Planocera Blainville, 1828
- genre Pseudoplanocera Bulnes, 2010
- genre Spinicirrus Hyman, 1953

Synonymes
- le genre Carenoceraeus Schmarda, 1859 est synonyme de Planocera Blainville, 1828
- le genre Cirroposthia Steinbock, 1937 est synonyme de Neoplanocera Yeri & Kaburaki, 1918
- le genre Planocerodes Palombi, 1936 est synonyme de Planocera Blainville, 1828
- le genre Planoceros Ehrenberg, 1831 est synonyme de Planocera Blainville, 1828